# Kapela Rorantystów
Kapela Rorantystów – męski zespół wokalny ufundowany przez króla Zygmunta I Starego w 1540 r. i działający w Katedrze na Wawelu od 1543 do ok. 1794 roku.

## Historia
Był to średniej wielkości zespół męski, złożony wyłącznie z duchownych polskiego pochodzenia i zobowiązanych – poza normalnymi zadaniami kapłańskimi – do wykonywania obowiązków muzycznych. Rorantyści zamieszkali w Domu Katedralnym, a dochody na ich utrzymanie płynęły z żup wielickich i bocheńskich, cła krakowskiego i dziesięcin z podkrakowskich wsi. Zespół liczył 9 właściwych członków (ustanawianych przez biskupa) oraz kleryka i kierowany był przez prepozyta (przełożonego). Z czasem do tego składu dołączyło kilku zastępców, zwanych substytutami. Pierwszym przełożonym kapeli był Mikołaj z Poznania.
Rorantyści śpiewali głównie w Kaplicy Zygmuntowskiej, a do ich obowiązków należało codzienne wykonywanie śpiewów we mszy świętej roratniej oraz w czasie większych świąt kościelnych. Repertuar zespołu był bardzo ambitny, śpiewali bowiem wielogłosowe utwory na 4–5 głosów równych a cappella, zarówno kompozytorów polskich, jak i obcych, wśród nich Palestriny, Orlando di Lasso, Certona i Goudimela. Zarówno skład jak i repertuar zespołu można odtworzyć na podstawie zachowanych dokumentów i rękopisów nutowych przechowywanych w Katedrze na Wawelu.
W XVII w. poziom zespołu zaczął podupadać wskutek powstania konkurencyjnej wokalno-instrumentalnej kapeli katedralnej, lepiej odpowiadającej gustom epoki baroku. W 1794 r. zaprzestano finansować kapelę rorantystów, co spowodowało jej likwidację. Mimo to pamięć o polskiej kapeli była w porozbiorowej, patriotycznie nastawionej Polsce żywa. W 1819 roku Karol Kurpiński opublikował rozprawę Wiadomości o kompozytorach polskich... będącą najwcześniejszym przekazem dziejów kapeli.